# C20orf196
C20orf196 (англ. Chromosome 20 open reading frame 196) – білок, який кодується однойменним геном, розташованим у людей на короткому плечі 20-ї хромосоми. Довжина поліпептидного ланцюга білка становить 205 амінокислот, а молекулярна маса — 22 938.
| 10         |  | 20         |  | 30         |  | 40         |  | 50         |
| ---------- |  | ---------- |  | ---------- |  | ---------- |  | ---------- |
| MAARDATSGS |  | LSEESSALDL |  | PSACDIRDYV |  | LQGPSQEANS |  | EAFSSLEFHS |
| FPYSSDVDPD |  | TSNLNIEQNN |  | SWTAENFWLD |  | PAVKGQSEKE |  | EDDGLRKSLD |
| RFYEMFGHPQ |  | PGSANSLSAS |  | VCKCLSQKIT |  | QLRGQESQKY |  | ALRSFQMARV |
| IFNRDGCSVL |  | QRHSRDTHFY |  | PLEEGSTSLD |  | DEKPNPGLSK |  | DITHFLLQQN |
| VMKDL      |  |            |  |            |  |            |  |            |

A: Аланін

C: Цистеїн

D: Аспарагінова кислота

E: Глутамінова кислота

F: Фенілаланін

G: Гліцин

H: Гістидин

I: Ізолейцин

K: Лізин

L: Лейцин

M: Метіонін

N: Аспарагін

P: Пролін

Q: Глутамін

R: Аргінін

S: Серин

T: Треонін

V: Валін

W: Триптофан

Задіяний у такому біологічному процесі, як альтернативний сплайсинг. 